# Saison 2008 des Phillies de Philadelphie
La saison 2008 des Phillies de Philadelphie est la 126e saison en Ligue majeure pour cette franchise. Elle se termine en apothéose avec le second titre de l'histoire du club, remporté sur les Rays de Tampa Bay en Série mondiale 2008.

## La saison régulière

### Classement
| Ligue nationale (Division Est) | V  | D   | %     | GB   |
| ------------------------------ | -- | --- | ----- | ---- |
| Phillies de Philadelphie       | 92 | 70  | 0.568 | --   |
| Mets de New York               | 89 | 73  | 0.549 | 3.0  |
| Marlins de la Floride          | 84 | 77  | 0.522 | 7.5  |
| Braves d'Atlanta               | 72 | 90  | 0.444 | 20.0 |
| Nationals de Washington        | 59 | 102 | 0.366 | 32.5 |

## Séries éliminatoires

### Série de division
| # | Date        | Adversaire | Score | Vic.    | Déf.     | Sauv.  | Affluence | Bilan |
| - | ----------- | ---------- | ----- | ------- | -------- | ------ | --------- | ----- |
| 1 | 1er octobre | Brewers    | 1 - 3 | Hamels  | Gallardo | Lidge  | 45 929    | 1-0   |
| 2 | 2 octobre   | Brewers    | 2 - 5 | Myers   | Sabathia | Lidge  | 46 208    | 2-0   |
| 3 | 4 octobre   | @ Brewers  | 1 - 4 | Bush    | Moyer    | Torres | 43 992    | 2-1   |
| 4 | 5 octobre   | @ Brewers  | 3 - 2 | Blanton | Suppan   |        | 43 924    | 3-1   |

### Série de Ligue
| # | Date       | Adversaire | Score | Vic.   | Déf.        | Sauv.  | Affluence | Bilan |
| - | ---------- | ---------- | ----- | ------ | ----------- | ------ | --------- | ----- |
| 1 | 9 octobre  | Dodgers    | 2 - 3 | Hamels | Lowe        | Lidge  | 45 839    | 1-0   |
| 2 | 10 octobre | Dodgers    | 5 - 8 | Myers  | Billingsley | Lidge  | 45 883    | 2-0   |
| 3 | 12 octobre | @ Dodgers  | 2 - 7 | Kuroda | Moyer       | Torres | 56 800    | 2-1   |
| 4 | 13 octobre | @ Dodgers  | 7 - 5 | Madson | Wade        | Lidge  | 56 800    | 3-1   |
| 5 | 15 octobre | @ Dodgers  | 5 - 1 | Hamels | Billingsley |        | 56 800    | 4-1   |

### Série mondiale
| # | Date       | Adversaire | Score  | Vic.    | Déf.        | Sauv. | Affluence | Bilan |
| - | ---------- | ---------- | ------ | ------- | ----------- | ----- | --------- | ----- |
| 1 | 22 octobre | @ Rays     | 3 - 2  | Hamels  | Kazmir      | Lidge | 40 783    | 1-0   |
| 2 | 23 octobre | @ Rays     | 2 - 4  | Shields | Myers       |       | 40 843    | 1-1   |
| 3 | 25 octobre | Rays       | 4 - 5  | Romero  | Howell      |       | 45 900    | 2-1   |
| 4 | 26 octobre | Rays       | 2 - 10 | Blanton | Sonnanstine |       | 45 903    | 3-1   |
| 4 | 27 octobre | Rays       | 3 - 4  | Romero  | Howell      | Lidge | 45 940    | 4-1   |

## Statistiques individuelles

### Batteurs
Note: J = matches joués, AB = passage au bâton, H = coup sûr, Avg. = moyenne au bâton, HR = coup de circuit, RBI = point produit
| Joueur | J | AB | H | Avg. | HR | RBI |
| ------ | - | -- | - | ---- | -- | --- |

### Lanceurs partants
Note: J = matches joués, IP = manches lancées, V = victoires, D = défaites, ERA = moyenne de points mérités, SO = retraits sur prises
| Joueur | J | IP | V | D | ERA | SO |
| ------ | - | -- | - | - | --- | -- |

### Lanceurs de relève
Note: J = matches joués, SV = sauvetages, V = victoires, D = défaites, ERA = moyenne de points mérités, SO = retraits sur prises
| Joueur | J | SV | V | D | ERA | SO |
| ------ | - | -- | - | - | --- | -- |